# Tramlijn Franeker - Arum
De tramlijn Franeker - Arum was een tramlijn tussen Franeker en Arum in de Nederlandse provincie Friesland. 

## Geschiedenis
De lijn werd geopend op 1 september 1902 door de Nederlandsche Tramweg Maatschappij (NTM) en er werd gereden met stoomtrams. De lijn werd gesloten op 13 augustus 1939 en vervolgens opgebroken. Er zijn nog wel wat restanten in het landschap, en in Hitzum is in 2020 de tramkruising opnieuw aangelegd, met andreaskruisen. Tussen Franeker en Hitzum is de oude trambaan grotendeels fietspad geworden.

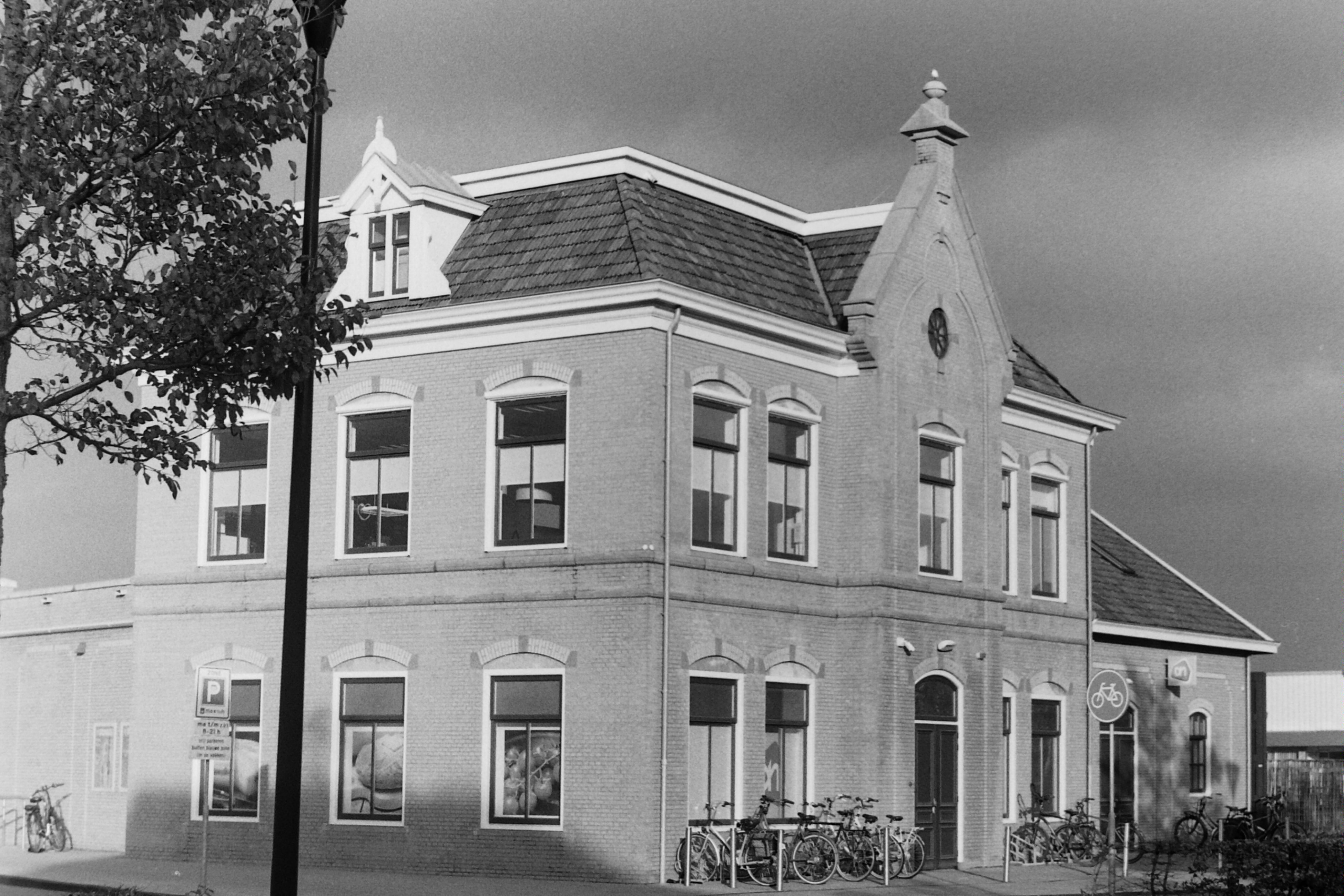
Replica NTM-station Franeker op de locatie van het oude NTM-station
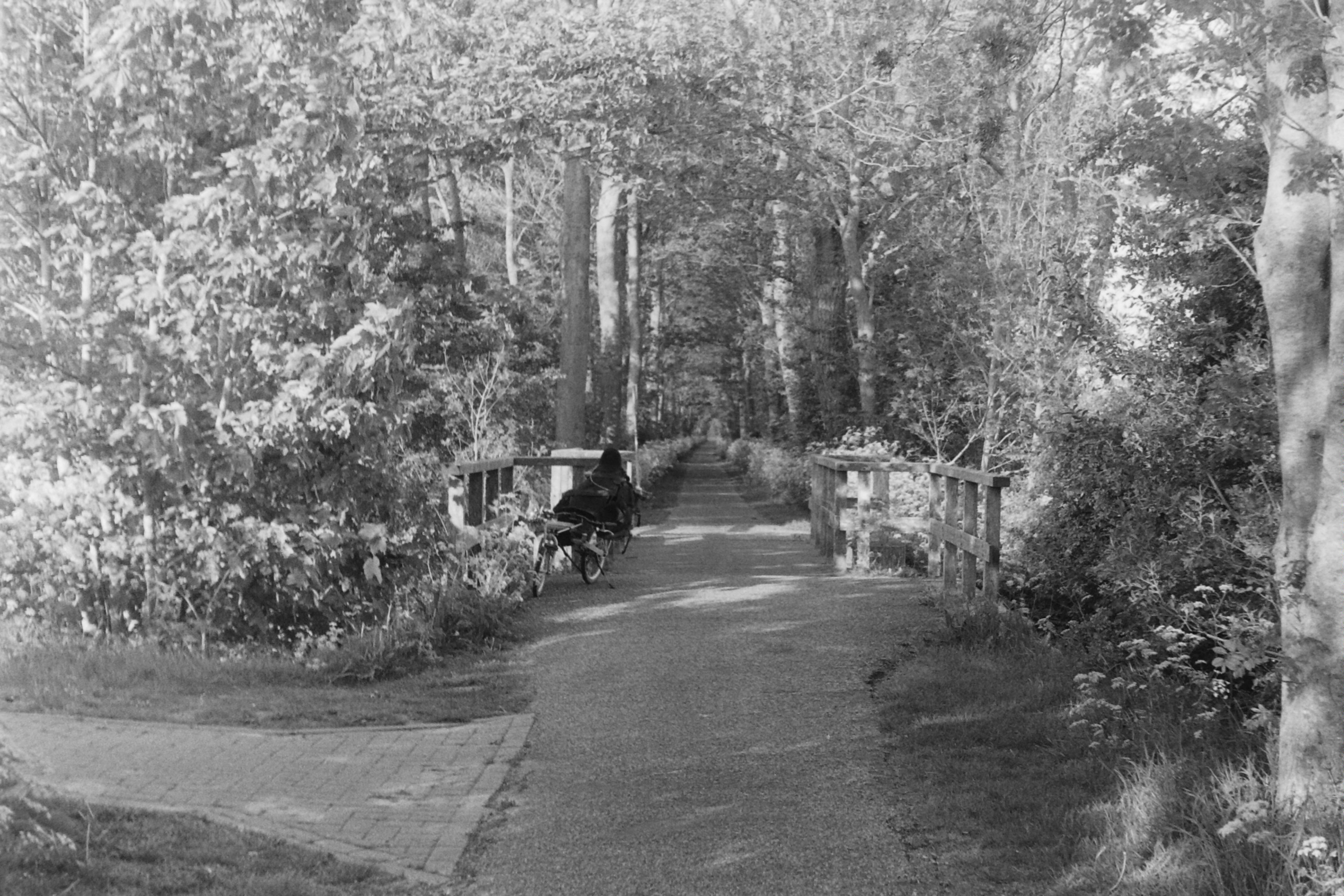
Hitzumer Binnenpad op de oude spoordijk tussen Franeker en Hitzum ter hoogte van de Tzummervaart
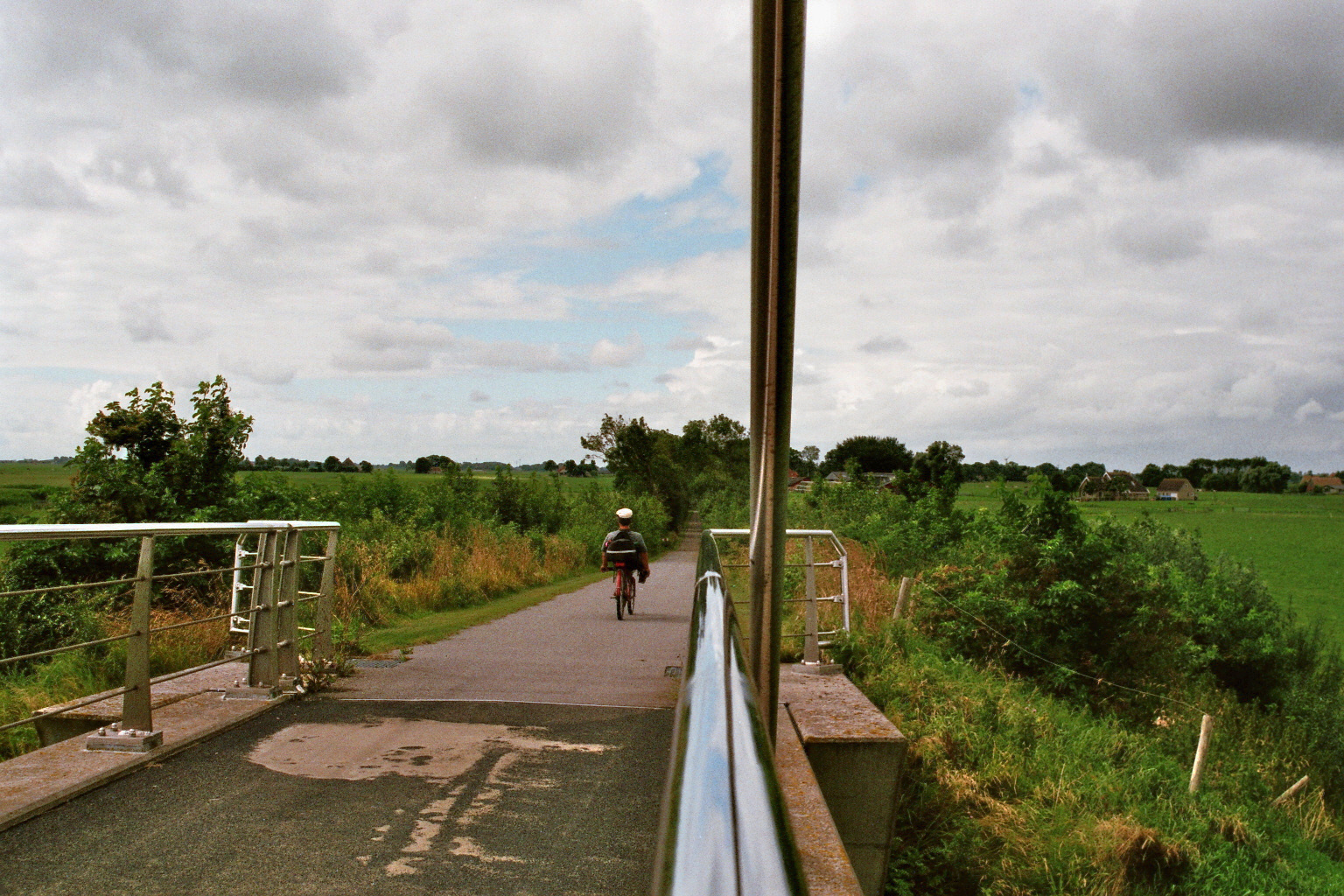
Fietsbrug Hitsumer Hichte overbrugt de N384 waar deze weg de voormalige tramlijn onderbreekt.
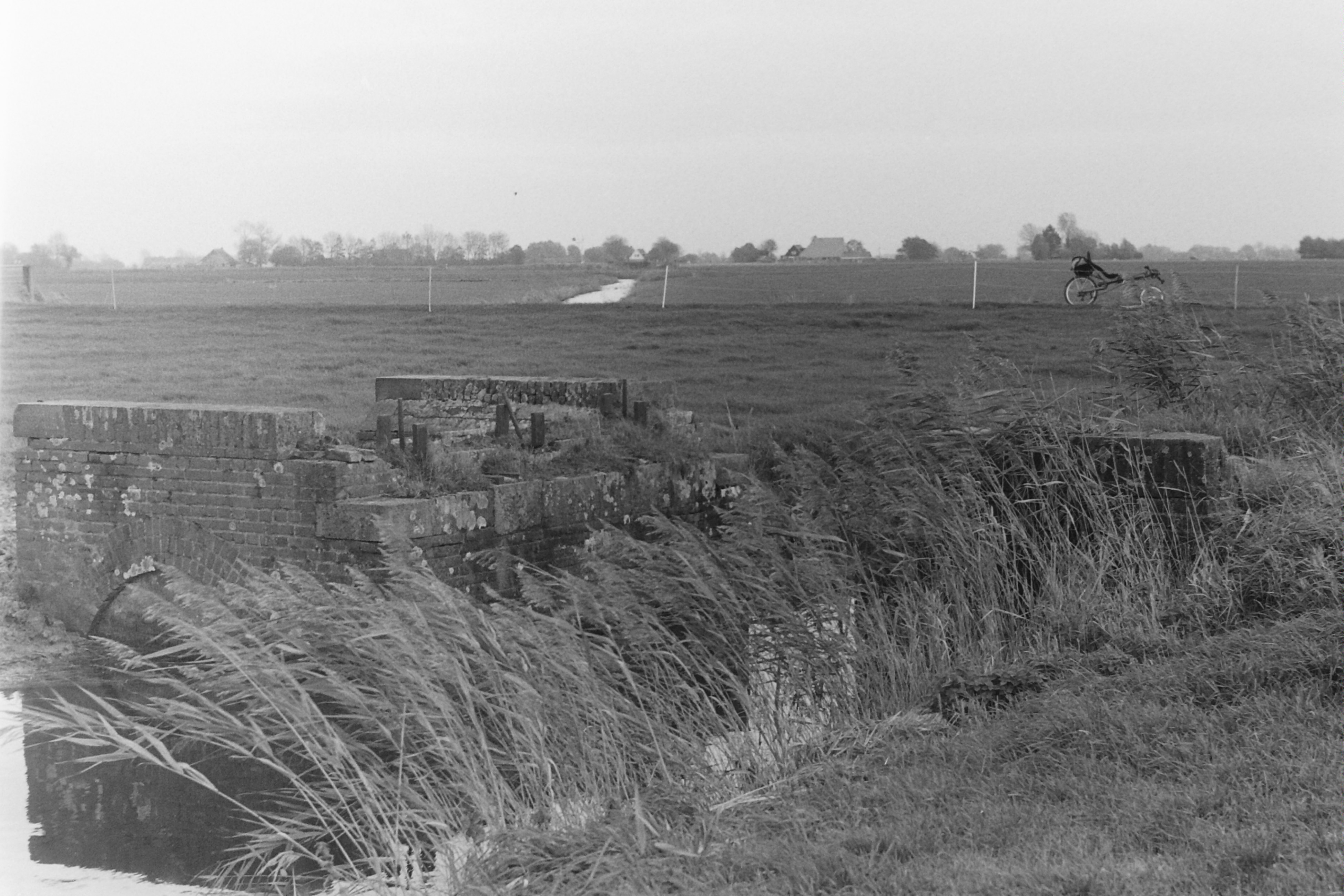
Landhoofd van de tramlijn Franeker-Arum langs het Hitzumer Binnenpad
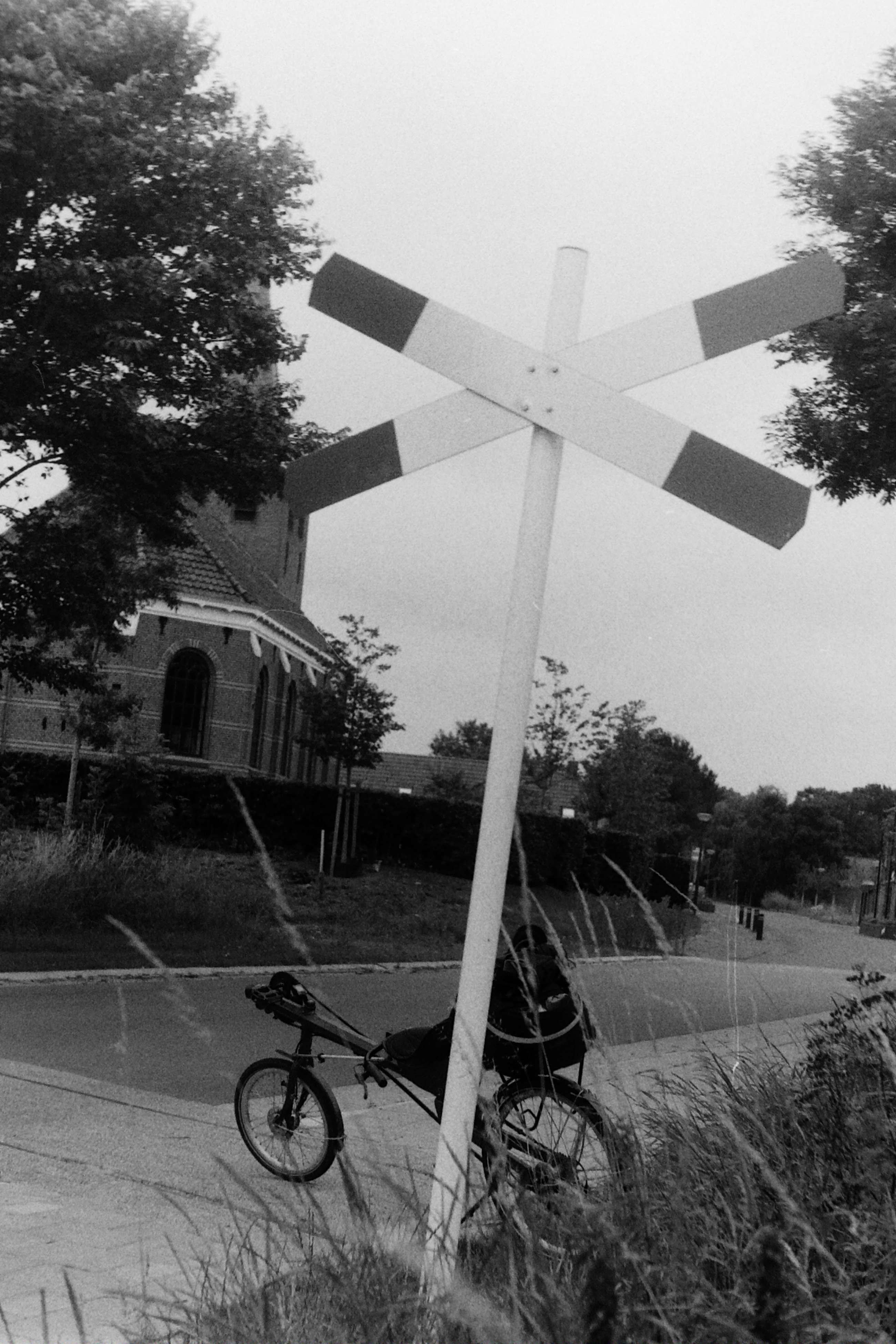
Andreaskruis van de heraangelegde overweg in Hitzum ter herinnering aan de tramlijn.
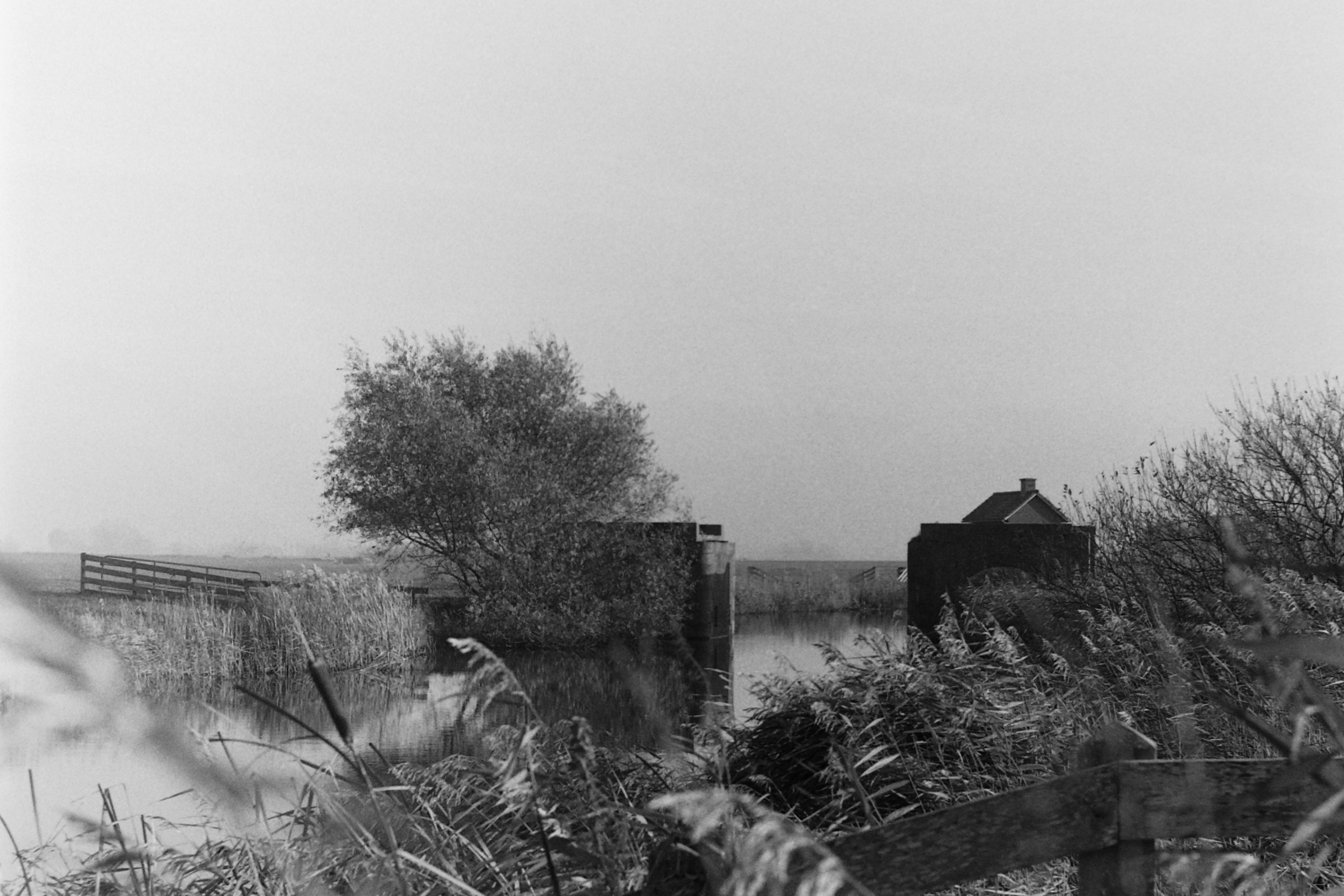
Landhoofden voor de brug over de Arumer Vaart van de tramlijn Franeker-Arum
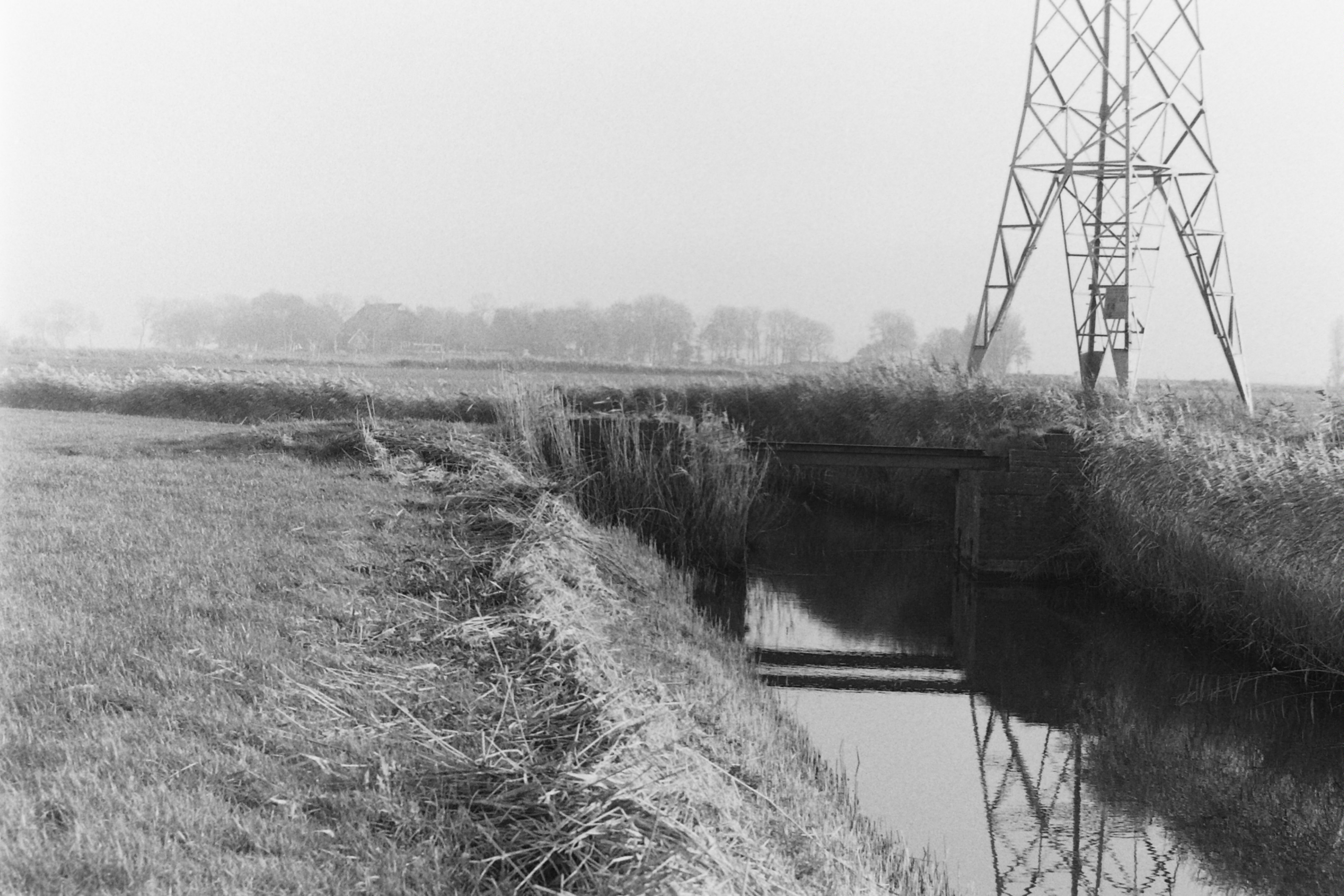
Landhoofden voor de brug van de tramlijn Franeker - Arum over een sloot bij de Achlumer Molen.
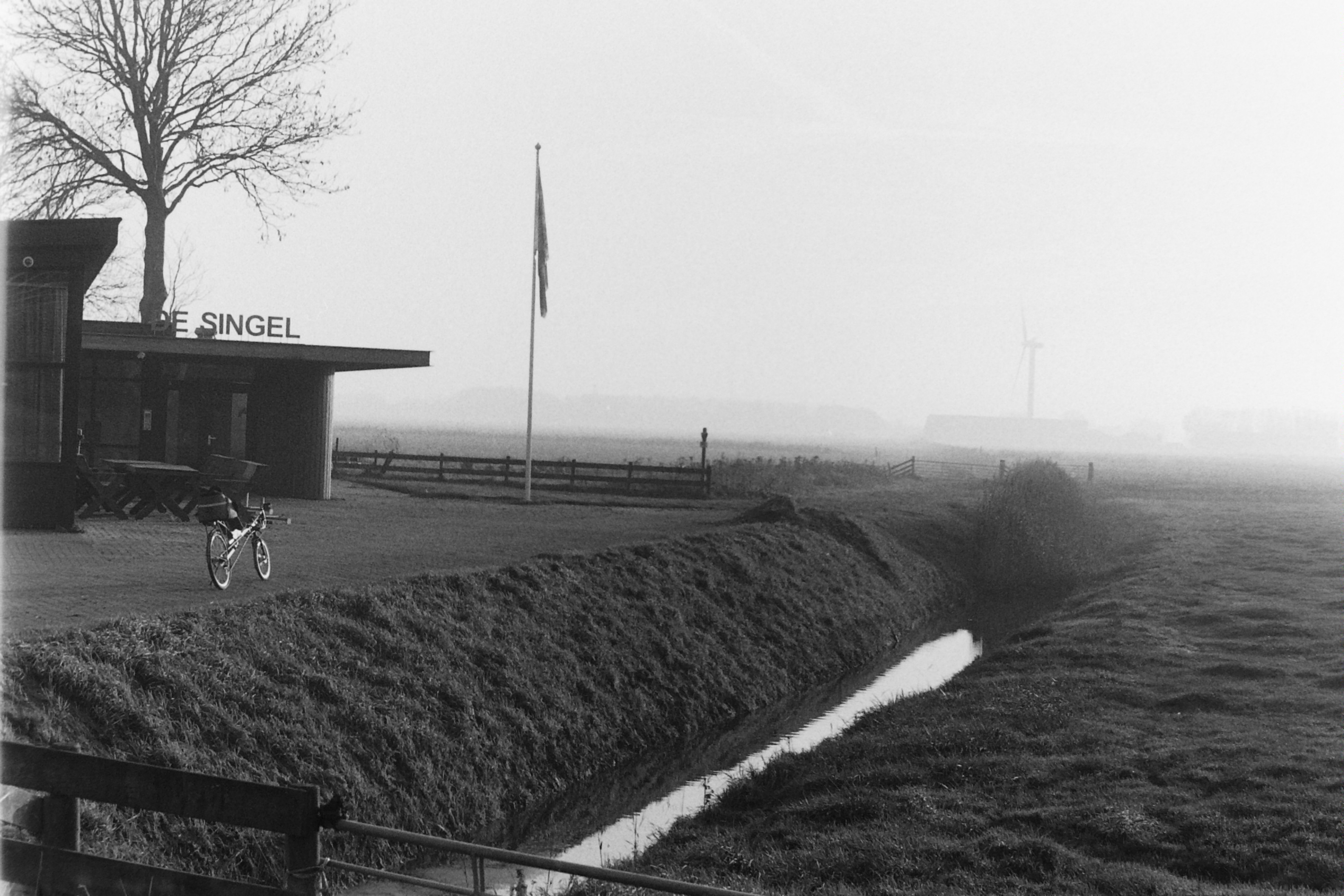
Voormalige spoordijk langs dorpshuis De Singel in Achlum richting Arum.